# Montgobert
Montgobert est une commune française située dans le département de l'Aisne, en région Hauts-de-France.

## Géographie

### Localisation

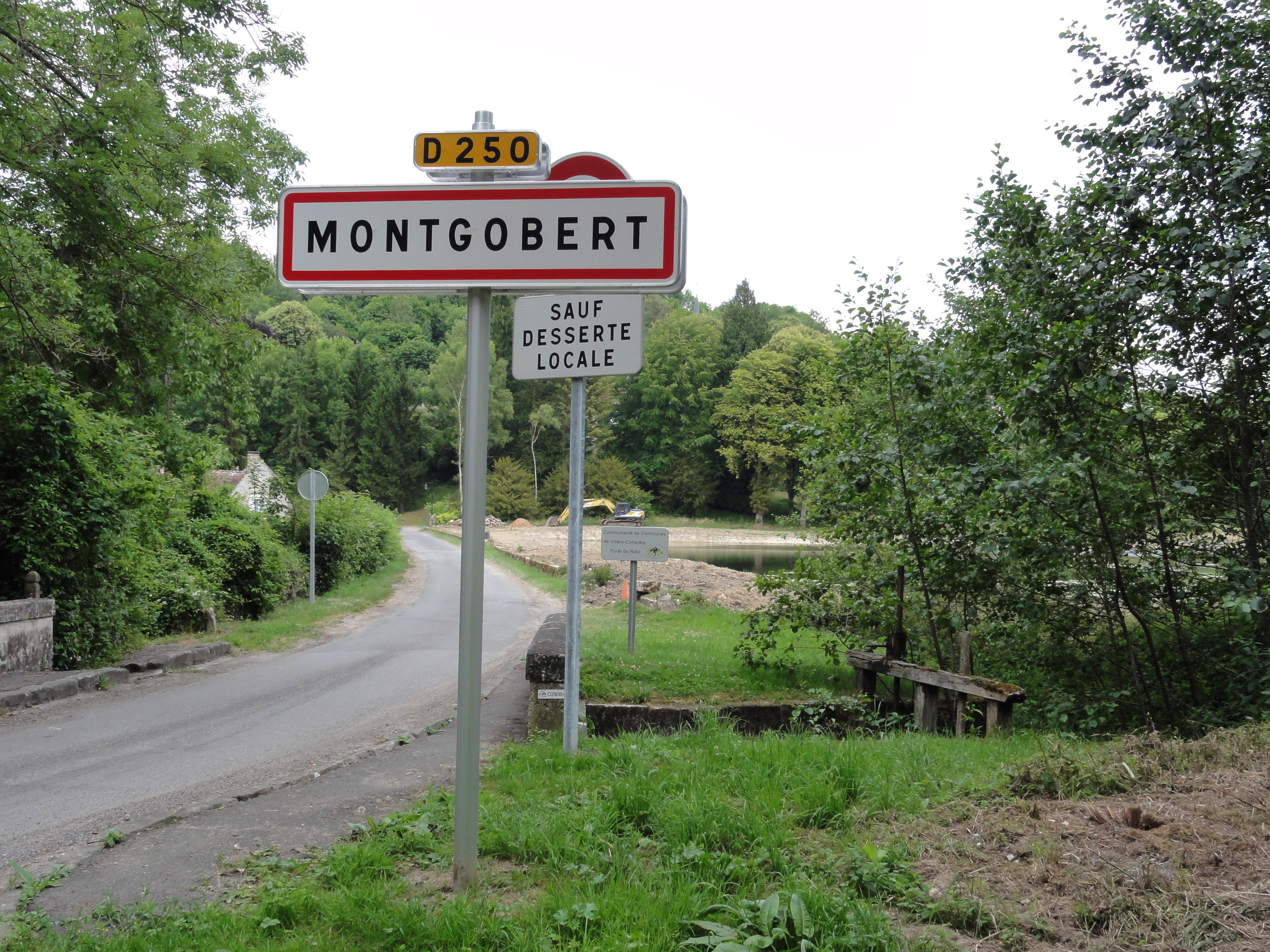
Entrée de Montgobert.

Montgobert est située à : 9,7 km de Villers-Cotterêts, 15,3 km de Vic-sur-Aisne, 19,5 km de la sous-préfecture Soissons, 38 km de Compiègne, 53 km de la préfecture Laon, 74 km de Saint-Quentin, 77 km de Reims, 94 km de Paris, 113 km d'Amiens et 180 km de Lille. Le bourg se trouve à la lisière nord de la forêt de Retz, qui couvre la plus grande part de la commune vers le sud.

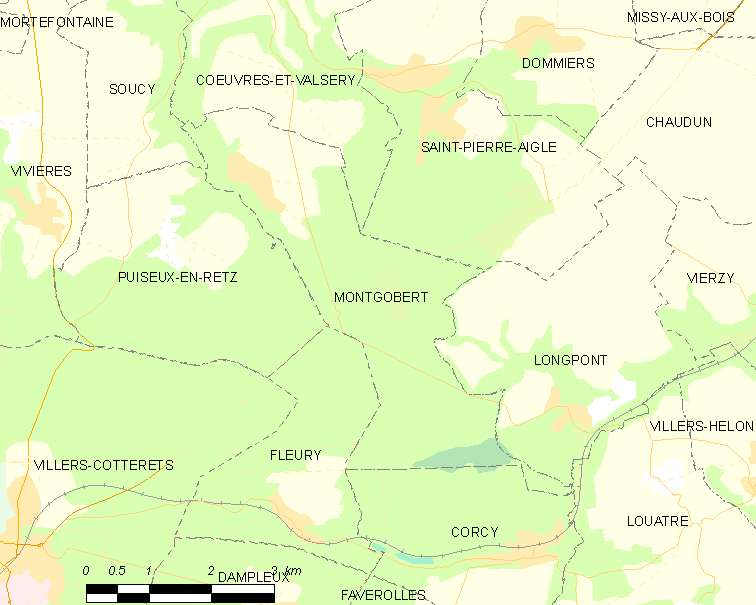
Carte de la commune.

### Communes limitrophes
Le territoire de la commune est limitrophe de ceux de sept communes :
| Soucy           | Cœuvres-et-Valsery | Cœuvres-et-Valsery |
| Puiseux-en-Retz | Montgobert         | Saint-Pierre-Aigle |
| Fleury          | Corcy              | Longpont           |

### Géologie et relief
Le sol de la commune est occupé par des étages géologiques du Tertiaire du Bassin parisien. Vers le sud s'étend la forêt de Retz, qui est établi sur des sables du Bartonien. Vers le nord se trouve un plateau typique du Soissonnais, où le sol limoneux lœssique fertile de surface couvre un sous-sol calcaire du Lutétien. Autrefois, des carrières de calcaire souterraines et à ciel ouvert étaient exploitées ; la rue des Carrières en perpétue le souvenir.
Le village s'étage en contrebas du plateau sur trois niveaux d'une colline en forme d'amphithéatre, ouvert vers l'ouest. En bas se trouvent le ru de Retz, l'étang de Montgobert et les prairies, au-dessus il y a l'église et le village, et tout en haut de la colline sur le plateau vers le nord se trouve le château et le parc du château, qui surplombent la vallée.

### Voies de communication et transports
Trois routes relient Montgobert aux communes voisines : la RN 2 Paris - Maubeuge, la D 2 et la D 250. L'accès à l'autoroute A26 - E17 Calais - Troyes est à 22 km.
La gare ferroviaire la plus proche est la gare de Villers-Cotterêts à 10 km sur la ligne de La Plaine à Hirson et Anor (frontière).
Les grands aéroports parisiens sont à 60–110 km.

### Hydrographie
La commune est située dans le bassin Seine-Normandie. Elle est drainée par la Savières, le ru de Retz, le cours d'eau 01 de la commune de Longpont, le cours d'eau 01 de la commune de Motgobert et le cours d'eau 01 de la Goblette,,.
La Savières, d'une longueur de 18 km, prend sa source dans la commune de Parcy-et-Tigny et se jette  dans l'Ourcq à Troësnes, après avoir traversé 13 communes.
Le Ru de Retz, d'une longueur de 15 km, prend sa source dans la commune de Puiseux-en-Retz et se jette  dans l'Aisne à Fontenoy, après avoir traversé dix communes.
En ce qui concerne les nappes phréatiques, la forêt de Retz est riche en nappages d'eau lutétiennes et thanétien.

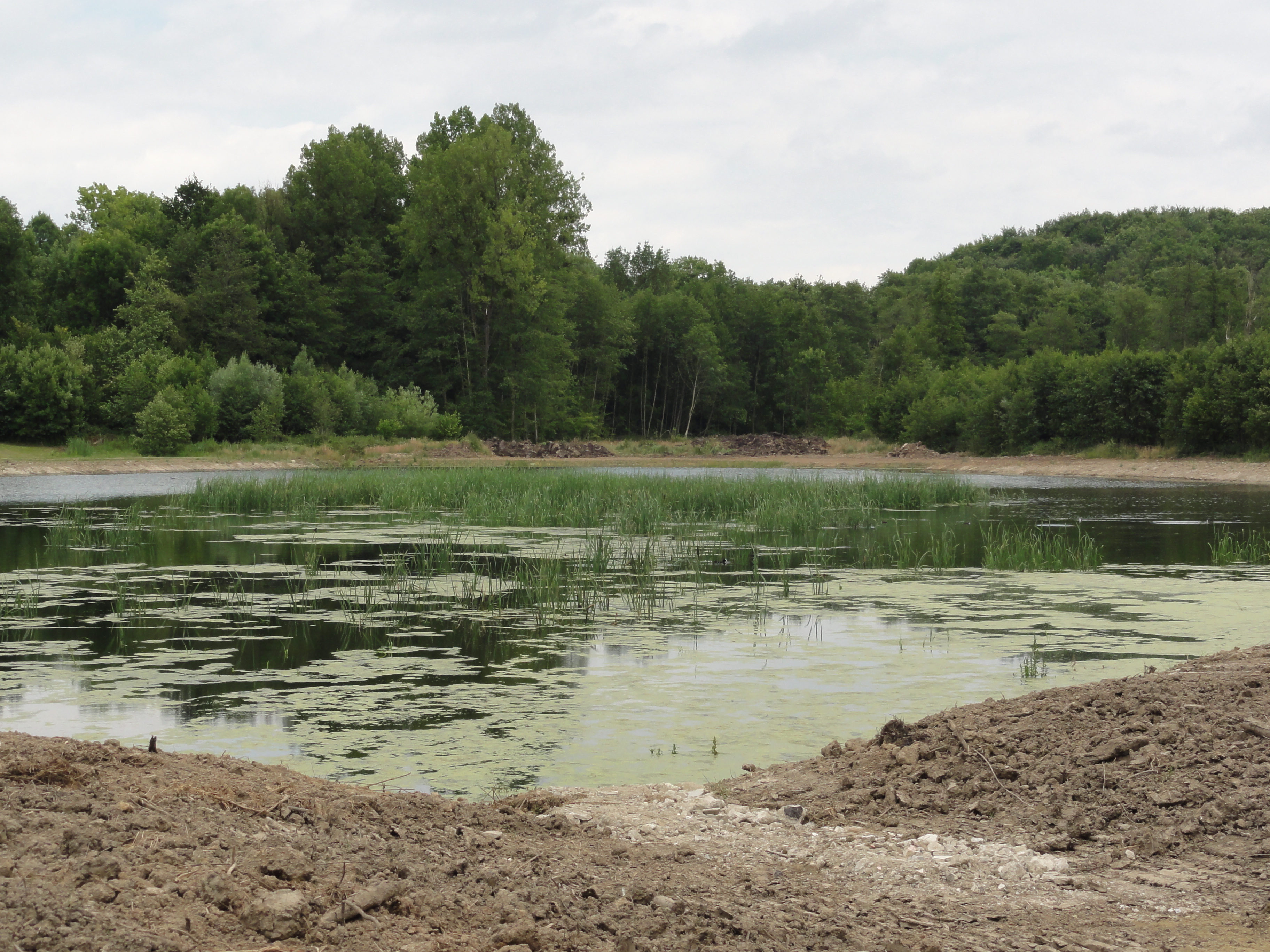
L'étang de Montgobert.
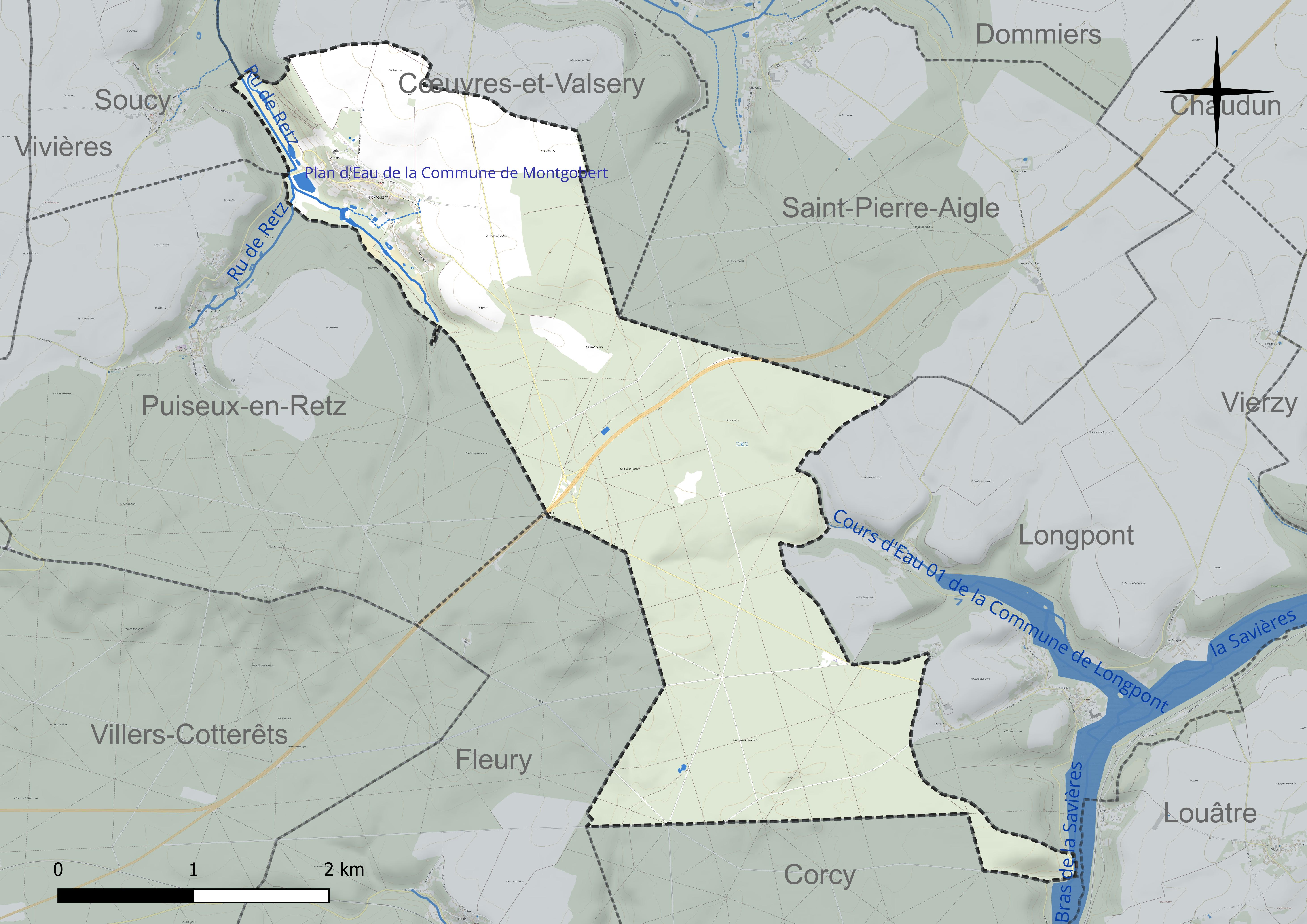
Réseau hydrographique de Montgobert.

Un plan d'eau complète le réseau hydrographique : le plan d'eau de la commune de Montgobert (1,4 ha),.

### Climat
Pour des articles plus généraux, voir Climat des Hauts-de-France et Climat de l'Aisne.
En 2010, le climat de la commune est de type climat océanique dégradé des plaines du Centre et du Nord, selon une étude du CNRS s'appuyant sur une série de données couvrant la période 1971-2000. En 2020, Météo-France publie une typologie des climats de la France métropolitaine dans laquelle la commune est exposée à un climat océanique altéré et est dans la région climatique Nord-est du bassin Parisien, caractérisée par un ensoleillement médiocre, une pluviométrie moyenne régulièrement répartie au cours de l'année et un hiver froid (3 °C).
Pour la période 1971-2000, la température annuelle moyenne est de 10,5 °C, avec une amplitude thermique annuelle de 15,1 °C. Le cumul annuel moyen de précipitations est de 747 mm, avec 12,1 jours de précipitations en janvier et 8,8 jours en juillet. Pour la période 1991-2020, la température moyenne annuelle observée sur la station météorologique la plus proche, située sur la commune de Margny-lès-Compiègne à 27 km à vol d'oiseau, est de 11,2 °C et le cumul annuel moyen de précipitations est de 633,5 mm,. Pour l'avenir, les paramètres climatiques de la commune estimés pour 2050 selon différents scénarios d'émission de gaz à effet de serre sont consultables sur un site dédié publié par Météo-France en novembre 2022.

## Urbanisme

### Typologie
Au 1er janvier 2024, Montgobert est catégorisée commune rurale à habitat dispersé, selon la nouvelle grille communale de densité à 7 niveaux définie par l'Insee en 2022.
Elle est située hors unité urbaine. Par ailleurs la commune fait partie de l'aire d'attraction de Paris, dont elle est une commune de la couronne,.

### Occupation des sols
L'occupation des sols de la commune, telle qu'elle ressort de la base de données européenne d'occupation biophysique des sols Corine Land Cover (CLC), est marquée par l'importance des forêts et milieux semi-naturels (80,1 % en 2018), une proportion identique à celle de 1990 (80,1 %). La répartition détaillée en 2018 est la suivante : forêts (66,1 %), terres arables (16,5 %), milieux à végétation arbustive et/ou herbacée (14 %), zones urbanisées (3,4 %).
L'évolution de l'occupation des sols de la commune et de ses infrastructures peut être observée sur les différentes représentations cartographiques du territoire : la carte de Cassini (XVIIIe siècle), la carte d'état-major (1820-1866) et les cartes ou photos aériennes de l'IGN pour la période actuelle (1950 à aujourd'hui).

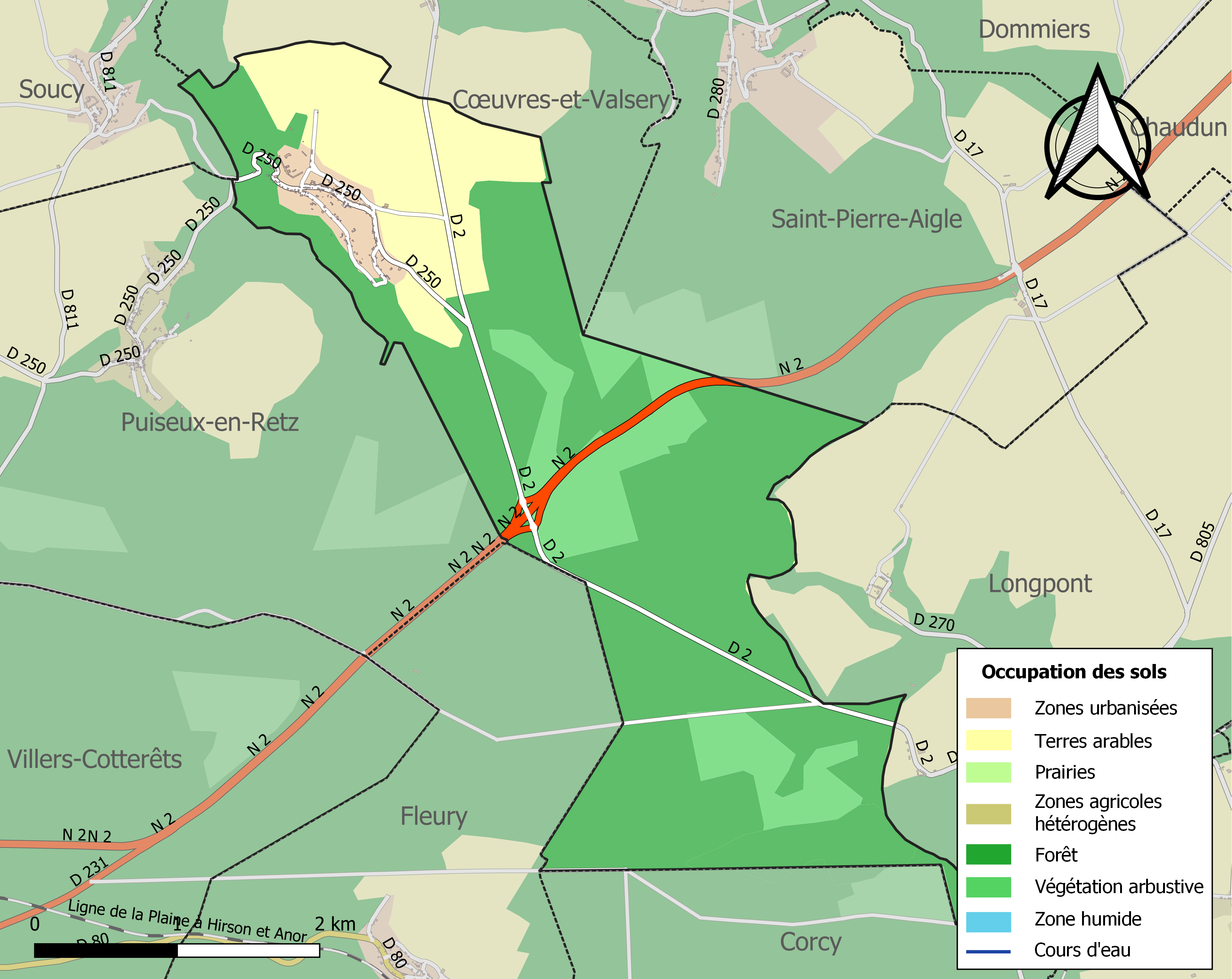
Carte de l'occupation des sols de la commune en 2018 (CLC).

### Morphologie urbaine

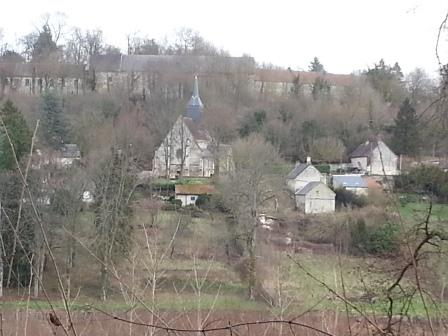
Montgobert, un village en étage.

L'ensemble des habitations est presque entièrement localisé dans le bourg. Les rues de Montgobert sont la rue de la Forêt (anciennement rue d'En-Bas), la route des Bauves (tronçon de la D 250 ; anciennement la rue d'En-Haut), la rue de l'Église (tronçon de la D 250), lÉtang du moulin (tronçon de la D 250) la ruelle Poncette, la rue de la Croix, lallée du Château, la rue des Carrières et la sente du Lavoir.

### Logement
En 2012, le nombre total de logements dans la commune était de 108, alors qu'il était de 101 en 2007. Parmi ces logements, 86 (79,6 %) étaient des résidences principales, 18 (16,7 %) des résidences secondaires et 4 (3,7 %) des logements vacants.

### Projets d'aménagement
La commune de Montgobert n'a pas de plan local d'urbanisme (PLU)[Quand ?]. Pourtant, l'urbanisme de la commune est concernée par le PPR plan de prévention des risques inondations et coulées de boue entre Laversine et Chézy-en-Orxois, secteur vallée du ru de Retz de décembre 2007. Dans ce cadre, Montgobert a aménagé dans le début des années 2000 des digues enherbées et des avaloirs.
Puis, au niveau de la communauté de communes, un premier schéma de cohérence territoriale, le SCoT de la communauté de communes de Villers-Cotterêts / Forêt de Retz pour les années 2014-2030 a été approuvé le 24 janvier 2014.

## Toponymie
Les anciennes formes du nom sont Mons Gunberti dans une charte de 1162, Mons Gumberti dans une charte de 1171 et Montgombert dans une charte de 1239. Les variantes dans les actes de Philippe II Auguste, au XIIIe siècle, sont Mons Goberti, Guberti, Gumberti et Gunberti.
Le nom de Montgobert, au XIXe siècle aussi écrit Mont-Gobert, signifie le mont, la colline de Gobert, du latin Gumbertus, nom de personne germanique composé des racines gund (bataille, racine qu'est présent aussi dans gonfanon) et behrt (brillant, excellent). Un certain Gumbert (de) était un des premiers évêques de diocèse de Wurtzbourg, en 794-795. Le nom peut donc signifier Mont du combattant brillant.

## Histoire

### Moyen Âge
Au XIe siècle existaient entre Montgobert et Longpont le village disparu de Chavigny (aujourd'hui hameau) et la ferme disparue de Mentard. Leurs noms survivent dans les noms des maisons forestières des Têtes de Chavigny et des Champs Mentard. Par une charte de 1070, Chavigny, son église et la ferme de Mentard sont données par Adélard, évêque de Soissons, à la collégiale Saint-Léger de Soissons.
Le nom de Montgobert pour la localité se laisse retracer jusqu'au XIIe siècle. Une charte de 1162, co-signé par Theobald de Montgobert et Jean son frère « S. Theobaldus de Monte Gunberti et Johannes frater ejus » fait mention de la donation par l'abbaye Notre-Dame de Longpont de l'autel, ses dîmes censes, terres et possessions de Montgobert à l'abbaye Saint-Léger de Soissons. Une charte de 1174 décrit les dîmes de Montgobert aux abbayes de Valsery et de Saint-Léger.

### Révolution française et Empire
En 1791, Montgobert est vendu à Clément de Malleran, professeur à l'université de Paris et secrétaire du roi, puis en 1798, par adjudication, au général Charles Leclerc, qui avait épousé l'année précédente Pauline Bonaparte, sœur de Napoléon Ier.
Le général Leclerc, qui est aussi maire de Montgobert, meurt jeune en 1802, pendant l'expédition de Saint-Domingue. Pauline fait rapatrier son corps, qui est inhumé dans le parc du château de Montgobert ; elle se remarie au prince italien Camille Borghese et délaisse peu à peu Montgobert.
En 1814, les membres de la famille de Napoléon doivent se défaire de tous leurs biens, Pauline et sa belle-mère, madame Leclerc, simulent une vente à un sieur Edon, lequel transmet Montgobert au comte Leclerc, sénateur, beau-frère de Pauline. Montgobert passe en 1821 ou 1822 à Louis Nicolas Davout, prince d'Eckmühl, époux de Louise-Aimée-Julie Leclerc, la belle-sœur de Pauline. Davout meurt en 1823. Sa veuve, princesse d'Eckmühl, cède Montgobert en 1831 à son gendre, le comte Étienne-Armand-Napoléon de Cambacérès. Ce dernier meurt en 1881, et Montgobert passe en 1883 à sa petite-fille Zénaide de Cambacérès, épouse de Raoul Napoléon Suchet et de ce fait duchesse d'Albuféra. Emmanuel Suchet, 7e duc d'Albufera, reste jusqu'à ce jour propriétaire du château de Montgobert.

### Première Guerre mondiale
À une vingtaine de kilomètres en retrait des premières lignes, Montgobert est à la fois proche du front et de Paris. Après avoir vu plusieurs détachements allemands qui partaient vers le sud, fascinés par le voisinage de Paris, Montgobert fut délivrée en septembre 1914. Le village mena pendant près de quatre ans une existence assez calme, à 20 km du front. Les régiments français y séjournaient au repos, allant au front ou en revenant. Cette quiétude s'évanouit brusquement quand l'état-major allemand profitant de la faiblesse du front au Chemin des Dames, fait une percée qui les conduit d'abord jusqu'à Soissons, puis à la lisière de la forêt de Retz. Montgobert, évacuée depuis le 1er juin 1918, est alors le théâtre de combats acharnés pendant un mois et demi comme tous les villages de la vallée du Retz.
Montgobert n'était pas seulement un lieu de repos. Il y avait une « ambulance » et plusieurs cimetières militaires. Le château servit de poste de commandement pour plusieurs états-majors français et alliés. C'est ici que Maunoury reçut Joffre à plusieurs reprises. Alexandre Millerand, ministre de la Guerre, vint également y rencontrer les généraux. Le 25 juillet 1918, Raymond Poincaré, président de la République, rendit visite au général Berdoulat, commandant le XXe corps d'armée, en son P.C. de Montgobert.
Le village a été décoré de la Croix de guerre 1914-1918 le 26 octobre 1920.
Le village, qui a beaucoup souffert de la guerre, fonde dès décembre 1919 une coopérative de reconstruction qui rassemble une quarantaine de propriétaires. Présidée par le duc d'Albufera, cette coopérative est active jusqu'en 1932.

## Politique et administration

### Rattachements administratifs et électoraux
La commune se trouve dans l'arrondissement de Soissons du département de l'Aisne. Pour l'élection des députés, elle fait partie depuis 1958 de la cinquième circonscription de l'Aisne.
Elle fait partie depuis 1793 du canton de Villers-Cotterêts. Dans le cadre du redécoupage cantonal de 2014 en France, ce canton, dont la commune est toujours membre, est modifié, passant de 20 à 76 communes.

### Intercommunalité
Montgobert faisait partie de la communauté de communes Villers-Cotterêts - Forêt de Retz, créée le 21 décembre 1999, et qui regroupait 18 communes.
Dans le cadre des dispositions de la loi portant nouvelle organisation territoriale de la République du 7 août 2015, qui prévoit que les établissements publics de coopération intercommunale (EPCI) à fiscalité propre doivent avoir un minimum de 15 000 habitants, cette intercommunalité a fusionné avec sa voisine, pour former le 1er janvier 2017, la communauté de communes Retz-en-Valois dont est désormais membre la commune.
Par ailleurs, en 2020, Montgobert est membre du Syndicat des eaux du Soissonnais et du Valois et de l'Union des secteurs d'énergie du département de l'AIsne.

### Administration municipale
Le nombre d'habitants au dernier recensement étant compris entre 100 et 499, le nombre de membres du conseil municipal est de 11.

## Population et société

### Démographie
L'évolution du nombre d'habitants est connue à travers les recensements de la population effectués dans la commune depuis 1793. Pour les communes de moins de 10 000 habitants, une enquête de recensement portant sur toute la population est réalisée tous les cinq ans, les populations de référence des années intermédiaires étant quant à elles estimées par interpolation ou extrapolation. Pour la commune, le premier recensement exhaustif entrant dans le cadre du nouveau dispositif a été réalisé en 2006.

En 2022, la commune comptait 202 habitants, en évolution de +5,21 % par rapport à 2016 (Aisne : −1,97 %, France hors Mayotte : +2,11 %).
| 1793 | 1800 | 1806 | 1821 | 1831 | 1836 | 1841 | 1846 | 1851 |
| ---- | ---- | ---- | ---- | ---- | ---- | ---- | ---- | ---- |
| 336  | 287  | 287  | 280  | 312  | 304  | 353  | 369  | 400  |

| 1856 | 1861 | 1866 | 1872 | 1876 | 1881 | 1886 | 1891 | 1896 |
| ---- | ---- | ---- | ---- | ---- | ---- | ---- | ---- | ---- |
| 402  | 394  | 385  | 340  | 295  | 275  | 270  | 248  | 250  |

| 1901 | 1906 | 1911 | 1921 | 1926 | 1931 | 1936 | 1946 | 1954 |
| ---- | ---- | ---- | ---- | ---- | ---- | ---- | ---- | ---- |
| 264  | 245  | 225  | 249  | 364  | 176  | 205  | 208  | 311  |

| 1962 | 1968 | 1975 | 1982 | 1990 | 1999 | 2006 | 2011 | 2016 |
| ---- | ---- | ---- | ---- | ---- | ---- | ---- | ---- | ---- |
| 171  | 155  | 184  | 197  | 194  | 185  | 195  | 204  | 192  |

| 2021 | 2022 | - | - | - | - | - | - | - |
| ---- | ---- | - | - | - | - | - | - | - |
| 200  | 202  | - | - | - | - | - | - | - |

### Enseignement
La commune, qui est située dans l'Académie d'Amiens, ne dispose d'aucune école.
Fin XVIIIe siècle et pendant la première moitié du XIXe siècle, il y avait une école publique mixte. Cette école siégeait dans un bâtiment, construit à la fin du XIXe siècle ou au début du XXe siècle, et qui sert aujourd'hui de mairie (17, route des Bauves). En 1850, Madame de Cambacérès fonde une école privée et congrégationiste de filles ; la même année, la commune installe la mairie et l'école publique mixte, qui devient par la suite école des garçons, dans un bâtiment existant, qui sert aujourd'hui de maison (20, rue des Bauves),.

### Sports
Montgobert dispose d'une salle polyvalente (Foyer rural - Maison pour tous, ouverte en 1986) et d'une aire de jeux (boulodrome, espace basket).

### Manifestations culturelles et festivités
Dans la Maison pour tous siègent le Foyer rural de Montgobert, l'Association Saint-Sulpice et Le Petit théâtre de Montgobert. Dans le château de Montgobert siège l'Association Club de Retz.
- Le Foyer rural organise annuellement la fête communale, la fête de Noël, les fêtes nationales des 14 juillet et 11 novembre. Depuis 2013, le foyer organise des cours et stages de danse Éveil et danse[45].
- L'Association Saint-Sulpice de Montgobert a pour objet la sauvegarde des monuments culturels de Montgobert, l'amélioration du cadre de vie et la protection de l'environnement. Elle organise annuellement la brocante de Mongobert (généralement en avril).
- Le Petit théâtre de Montgobert[44], créé en 2013, (www.theatredemontgobert.fr)  est une troupe de théâtre amateur, affiliée à la fédération des théâtres amateurs de l'Aisne. Cette troupe produit régulièrement des spectacles.
- L'Association Club de Retz, créée en 1989, s'occupe de la gestion du Musée du bois et de la vie locale, installée dans le château, et des attractions touristiques dans le jardin du château[46].

## Culture locale et patrimoine

### Lieux et monuments
En matière de patrimoine naturel, le village dispose de :
- Trois zones naturelles d'intérêt écologique, faunistique et floristique (ZNIEFF) partiellement situées sur le territoire de la commune : le massif forestier de Retz, le marais de Longpont et la vallée du ru de Retz et ses affluents[47].
- Trois secteurs du massif forestier de Retz forment un site Natura 2000, reconnu Site d'importance communautaire (S.I.C.) en 2004[48]. Ces trois secteurs s'étendent sur le territoire de cinq communes : Chouy, Fleury, Haramont, Montgobert et Retheuil. Le secteur concernant Montgobert se trouve à l'est du Chapeau des Cordeliers[49].

En ce qui concerne le patrimoine bâti, il faut signaler :
- L'église Saint-Sulpice (dite de façon erronée église Saint-Antoine) de Montgobert[50] a été restaurée au XVIe siècle (sauf la façade qui date du XIIe siècle), puis au cours des années 1980, d'importants travaux de rénovation rendant son lustre à cette belle église de village au plan très particulier (le chœur englobe à la fois la nef principale et les nefs latérales). Les boiseries et l'autel du XVIIIe siècle sont remarquables. Dans la chapelle, à droite de la nef, sont inhumés Louis de Cambacérès et son épouse Bathilde Bonaparte, fille de Charles-Lucien Bonaparte et Zénaïde Bonaparte, donc petite-fille de Lucien et de Joseph, frères de l'empereur Napoléon Ier.
- Les tombes militaires : plusieurs militaires tombés au front reposent au cimetière de Montgobert, dont le général Pierre des Vallières, tué à Juvigny.
- Le monument aux morts, situé au croisement de la rue de la Croix et de la rue des Bauves. Une plaque sur le monument aux morts rappelle la mémoire de tous les enfants de Montgobert, morts pour la France, ainsi que celle du général des Vallières.
- Le monument érigé en mémoire du capitaine Joost Van Vollenhoven[51].
- Le mausolée du général Leclerc dans le parc du château.
- Le lavoir communal, datant de 1873-1874[52]. Une source l'alimente en eau. Laissé à l'abandon pendant plusieurs décennies, il a fait l'objet d'une rénovation en mai 2013, travaux réalisés par la mairie et soutenus par le conseil départemental de l'Aisne et la Fondation du patrimoine.
- L'ancien prieuré-cure, portant date de 1767, qui dépendait de l'abbaye Saint-Léger de Soissons. Devenu ferme à la Révolution, le bâtiment sert aujourd'hui de maison (rue Bourbette)[53].
- Le château de Montgobert[54], construit à la fin du XVIIIe siècle. Le parc du château a été dessiné au début du XIXe siècle et repris par Achille Duchêne. 
Il appartient de nos jours au duc d'Albufera et abrite un musée du bois et de l'outil. Il est depuis peu ouvert aux réceptions privées de mai à octobre[55].
Le château dispose de plusieurs salles d'exposition consacrée à la guerre 1914-1918. Ces salles resituent la forêt en tant que zone des armées et présentent la vie d'un village de l'arrière.

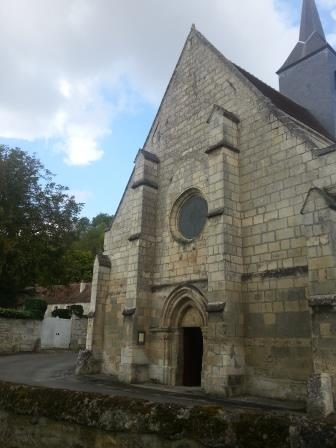
Église Saint-Sulpice, façade du XIIe siècle.
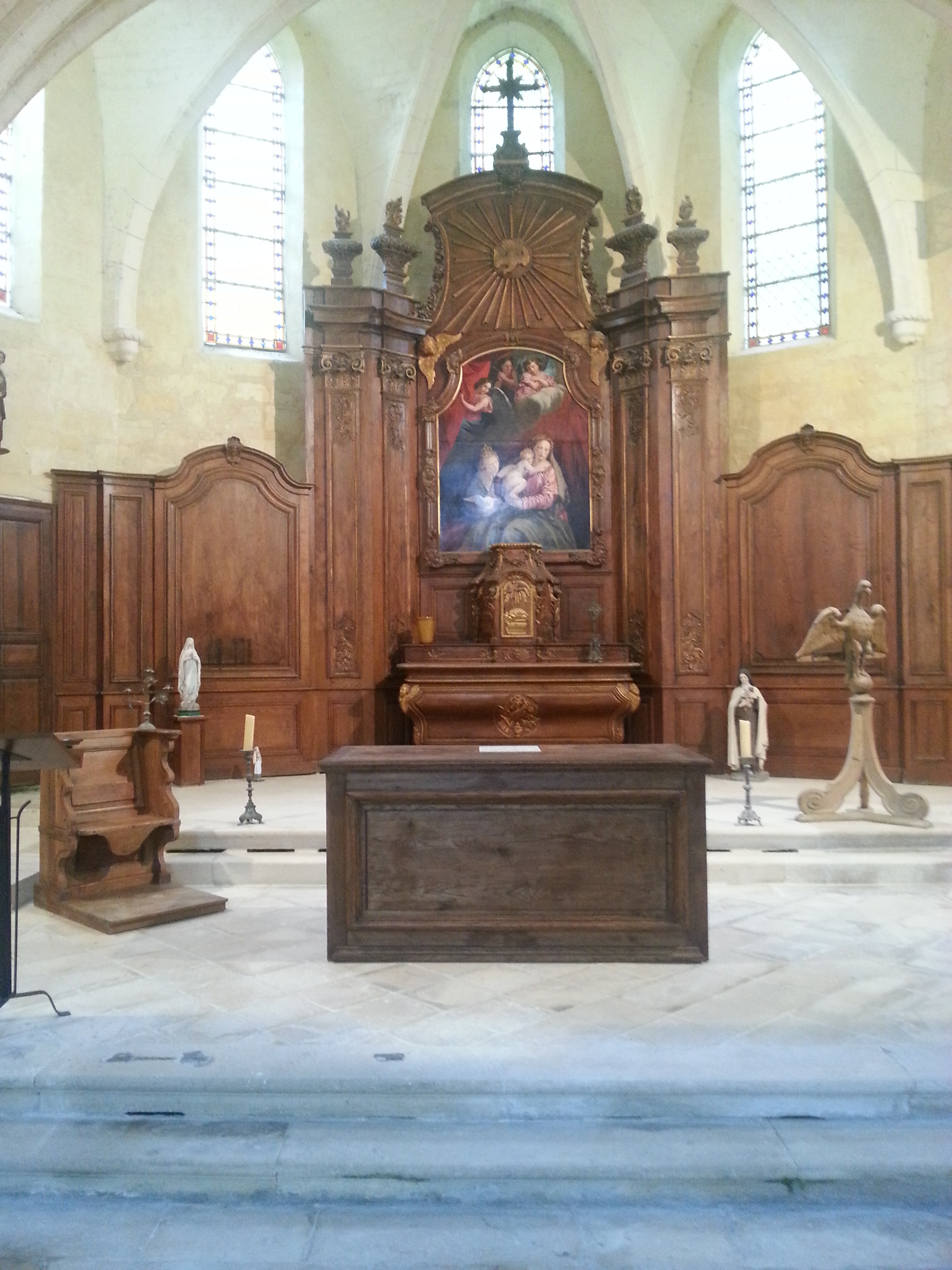
Intérieur de l'église.
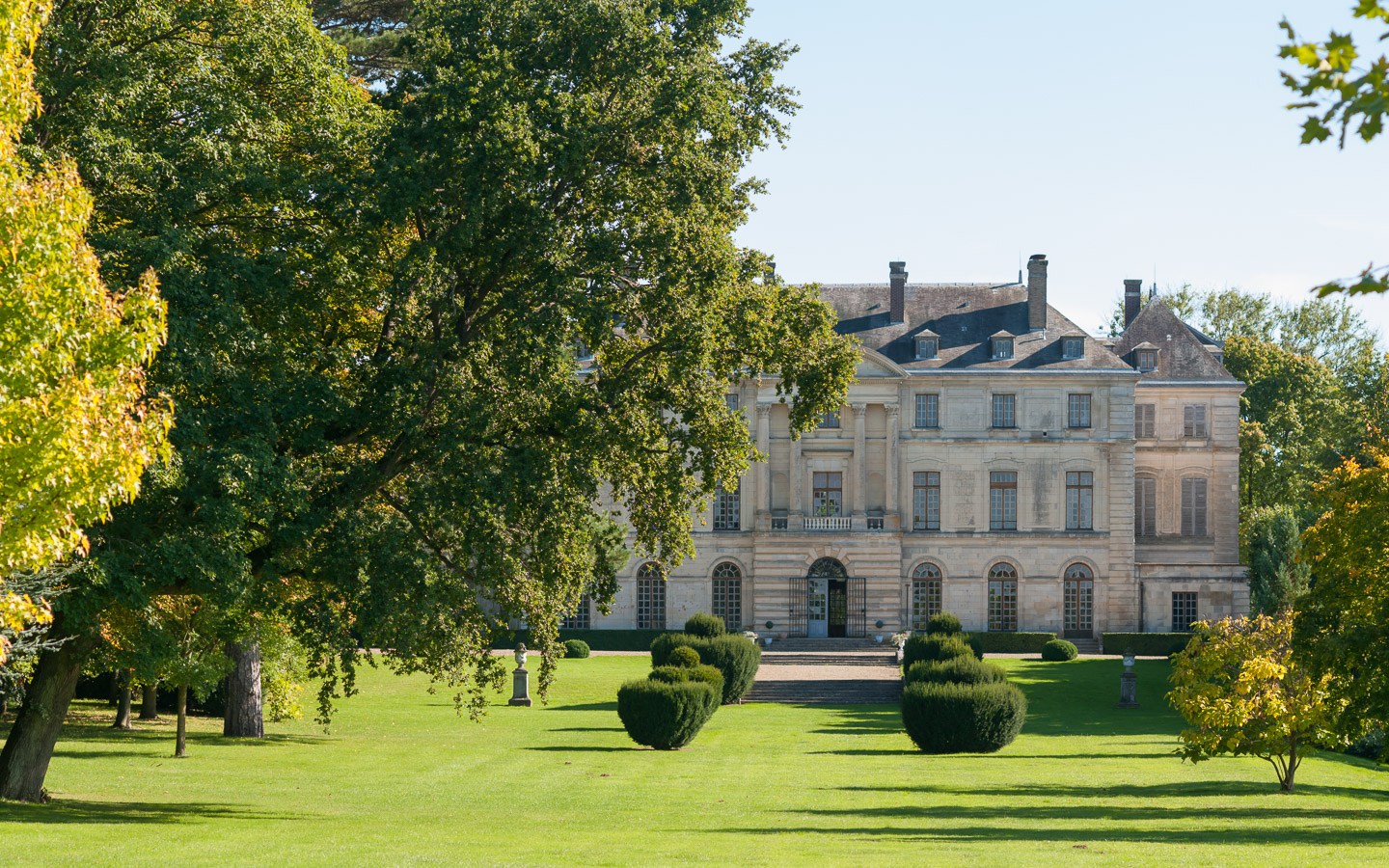
Le château de Montgobert.
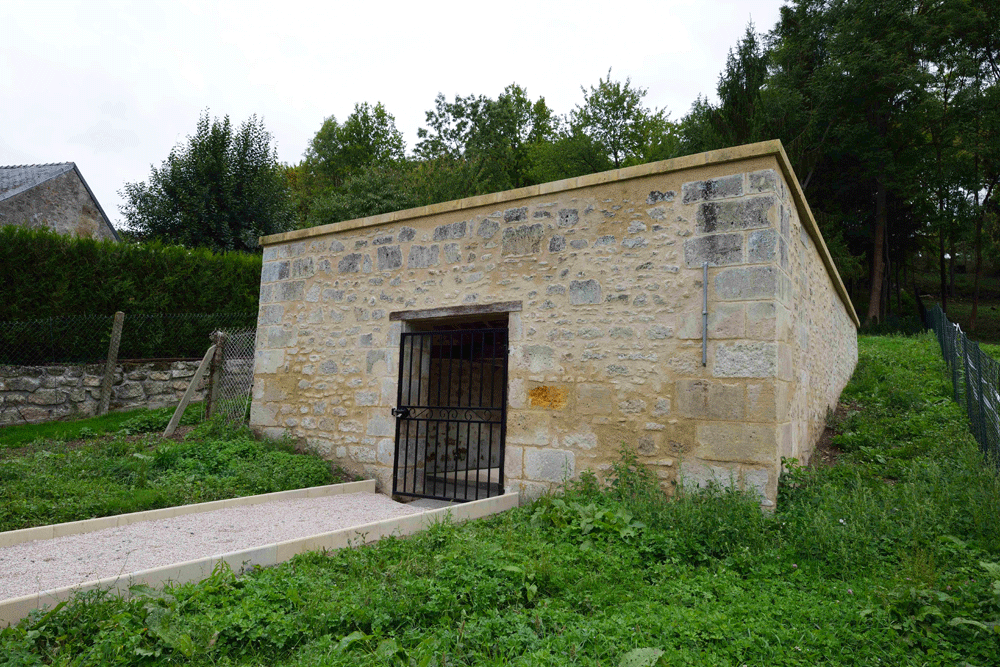
Le lavoir de Montgobert.
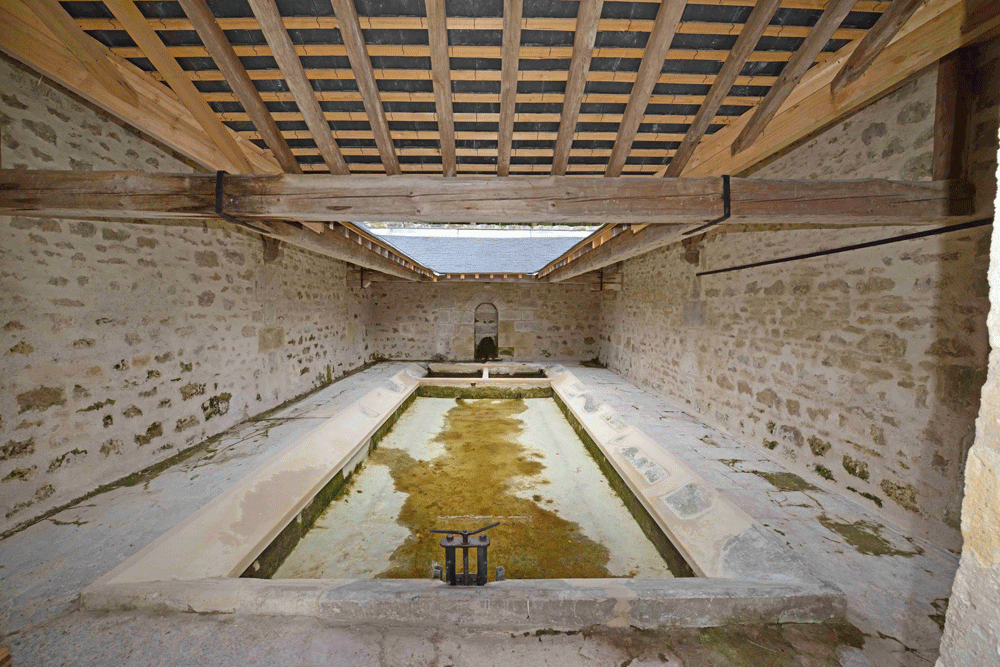
L'intérieur du lavoir.

### Personnalités liées à la commune
- Capitaine Joost Van Vollenhoven (1877-1918). À quelques kilomètres du village, en allant vers Longpont, au lieu-dit les Têtes de Chavigny, se trouve le monument érigé en mémoire du capitaine Joost Van Vollenhoven (né le 21 juillet 1877 à Rotterdam et mort 20 juillet 1918 à Montgobert) après la Première Guerre mondiale. Sur le mausolée, on peut lire la citation à l'ordre du RICM (Régiment d'infanterie chars de marine, aujourd'hui basé à Poitiers) et sa propre citation à l'ordre du régiment, décernée le 28 juillet 1918 par le général Mangin. Hollandais naturalisé français, Van Vollenhoven était gouverneur général de l'Indochine française quand a éclaté la Première Guerre mondiale. Il rejoint le front en 1915 aux côtés des Africains des colonies que la France mobilisait pour refouler les troupes allemandes, dans le Régiment d'Infanterie Coloniale du Maroc (RICM). Nommé gouverneur général de l'Afrique-Occidentale française, il démissionne pour revenir sur le front, toujours avec le RICM. Il est mortellement blessé le 20 juin 1918 alors qu'il est à la tête de sa compagnie sur la commune de Parcy-et-Tigny. Ramené à l'arrière, il meurt à Montgobert.

#### Seigneurs et Dames de Montgobert
Jean de Montgobert sert sous Philippe II Auguste lors de la phase finale de la conquête de la Normandie, en 1204, et reçoit du roi la terre de Sotteville en récompense (1206). Il participe à la bataille de Bouvines en 1214.
Selon un acte de 1218, Philip de Montgombert laisse une veuve, un fils et une fille, déjà mariée.
En 1239, Raoul de Montgobert est seigneur de Montgobert, le village disposant alors d'une maladrerie et d'un moulin. Il s'agit de Raoul II de Clermont, seigneur de Tartigny, marié avec Marguerite de Mello, dame de Montgobert.
Passant par Adam de Montgobert (actes de 1255 et 1264) et Robert de Montgobert (acte de 1277), la seigneurie de Montgobert échoit en héritage à l'arrière-petit-fils de Raoul et Marguerite, Raoul IV de Clermont-(Nesle), puis au fils de celui-ci, Jean de Clermont, maréchal de France. À la mort de ce dernier, en 1356, à la bataille de Poitiers, le fief passe à sa sœur Marguerite de Clermont, née en 1320, dame de Montgobert, deuxième épouse de Nicolas, seigneur de Menou (1305 - 1356). Pendant cette période, en 1358, Montgobert subit la Grande Jacquerie.
Le fils de Marguerite, Jean de Menou, est seigneur de Montgobert de 1378 à 1398, et  grand chambellan de Charles VI.
Au XVe siècle, la seigneurie de Montgobert appartient à la famille du Chastel de la Howarderie. En 1433, Howardries, village du Hainaut, entre dans les Pays-Bas bourguignons : Arnoul du Chastel de la Howarderie (1395 - 1466 ou 1473) se bat pour Philippe le Bon contre la France. Ses héritiers vendent Montgobert à Robert de Malortie en 1474.
Au début du XVIe siècle, Robert de Malorie revend Montgobert à François de Barbançon. Sa fille Marguerite de Barbançon se marie en 1519 avec Robert de Joyeuse et Montgobert passe ainsi à la branche cadette de la maison de Joyeuse. Cette branche en reste propriétaire jusqu'en 1762, avec les seigneurs successifs Antoine, Robert, ses fils Michel puis Alexandre, puis la fille de Michel, Marguerite, qui se marie en 1658 avec son cousin Jean-Armand de Joyeuse, maréchal de France.
On peut citer de cette branche le fils d'Antoine, René de Joyeuse, tué en 1589 devant Neufchâteau en Lorraine, pendant la huitième guerre de Religion de Henri IV contre la Ligue ; le petit-fils d'Antoine, Robert de Joyeuse, tué en 1641 à la bataille de la Marfée pendant la guerre de Trente Ans ; et l'arrière-petit-fils d'Antoine, Robert de Joyeuse, tué en 1677 au siège de Valenciennes pendant la guerre de Hollande.
Marguerite et Jean-Armand restent sans postérité et Montgobert passe à leur neveu Daniel de Joyeuse de la branche de Grandpré, marié en 1739 en secondes noces avec la jeune Marie-Louise-Aimée d'Alès. Après le décès de Daniel de Joyeuse, ses héritiers vendent Montgobert en 1762 au notaire parisien Desplasses (parfois écrit Desplaces), qui fait détruire la maison-forte féodale et construire l'actuel château de plaisance.

### Montgobert dans la littérature
- Alexandre Dumas (avec Gaspard de Cherville), Le meneur de loups, 1857[lire en ligne]